# Lądowisko Bielsko-Biała
Lądowisko Bielsko-Biała – lądowisko sanitarne w Bielsku-Białej, w województwie śląskim, położone przy ul. Armii Krajowej 101. Przeznaczone jest do wykonywania startów i lądowań śmigłowców sanitarnych i ratowniczych w dzień i w nocy o dopuszczalnej masie startowej do 5700 kg. 
Zarządzającym lądowiskiem jest Szpital Wojewódzki w Bielsku-Białej. W roku 2010 zostało wpisane do ewidencji lądowisk Urzędu Lotnictwa Cywilnego pod numerem 59